# Carrolltown
Carrolltown är en kommun av typen borough i Cambria County i Pennsylvania. Vid 2010 års folkräkning hade Carrolltown 853 invånare.